# The Pinnacles (Neuseeland)
The Pinnacles ist ein 759 m hoher Berg in den Coromandel Range der Coromandel Peninsula auf der Nordinsel vom Neuseeland.

## Geographie
Der Berg ist Teil eines sich über die Coromandel Peninsula in Nord-Süd-Richtung hinziehenden Gebirges, die Coromandel Range und liegt rund 19 km nordöstlich von Thames. Mit seiner Höhe von 759 m liegt er im mittleren Bereich der bis zu 852 m hohen umliegenden Berggipfel.

## Bergwanderung
The Pinnacles sind über zwei Wege zu erreichen. Der gebräuchlichste ist der Wanderweg über das Kauaeranga Valley von der Stadt Thames aus. Auf der Schotterpiste zum Ausgangspunkt des drei bis knapp vierstündigen Wanderweges, befindet sich das Kauaeranga Visitor Centre des Department of Conservation, das alle Wanderer mit den nötigen Informationen versorgt. Ein weiterer Zugang besteht von Norden von Coroglen aus. Der Weg ist aber länger und touristisch nicht so gut zu erreichen.